# A-League 2011-2012
Il campionato di A-League 2011-2012 è stato la 7ª edizione della A-League, la massima divisione del campionato australiano di calcio. È iniziato l'8 ottobre 2011 ed è terminato il 22 aprile 2012. Il Brisbane Roar si laurea campione d'Australia per il secondo anno consecutivo, conquistando il suo secondo titolo nazionale.
Restano immutati i criteri di accesso alla AFC Champions League. A qualificarsi sono quindi solo le prime tre squadre: le prime due alla fase ai gironi, la terza ai preliminari.

## Novità
Il numero di squadre partecipanti al torneo è stato riportato a 10 visto il ritiro per motivi finanziari da parte del N. Queensland Fury alla fine della scorsa stagione.

## Squadre partecipanti
| Club               | Città            | Stadio                           | Risultato nella stagione 2010-2011 |
| ------------------ | ---------------- | -------------------------------- | ---------------------------------- |
| Adelaide Utd       | Adelaide         | Hindmarsh Stadium                | 3º posto in A-League               |
| Brisbane Roar      | Brisbane         | Suncorp Stadium                  | Campione d'Australia in carica     |
| C.C. Mariners      | Gosford          | Bluetongue Central Coast Stadium | 2º posto in A-League               |
| Gold Coast Utd     | Gold Coast       | Skilled Park                     | 3º posto in A-League               |
| Melbourne Heart    | Melbourne        | AAMI Park                        | 8º posto in A-League               |
| Melbourne Victory  | Melbourne        | Etihad Stadium AAMI Park         | 5º posto in A-League               |
| Newcastle Jets     | Newcastle        | Ausgrid Stadium                  | 7º posto in A-League               |
| Perth Glory        | Perth            | NIB Stadium                      | 10º posto in A-League              |
| Sydney FC          | Sydney           | Sydney Football Stadium          | 9º posto in A-League               |
| Wellington Phoenix | Wellington (NZL) | Westpac Stadium                  | 6º posto in A-League               |

## Regular season

### Classifica
Aggiornata al 25 marzo 2012
| Pos. | Squadra            | Pt | G  | V  | N  | P  | GF | GS | DR  |
| ---- | ------------------ | -- | -- | -- | -- | -- | -- | -- | --- |
| 1.   | C.C. Mariners      | 51 | 27 | 15 | 6  | 6  | 40 | 24 | +16 |
| 2.   | Brisbane Roar      | 49 | 27 | 14 | 7  | 6  | 50 | 28 | +22 |
| 3.   | Perth Glory        | 43 | 27 | 13 | 4  | 10 | 40 | 35 | +5  |
| 4.   | Wellington Phoenix | 40 | 27 | 12 | 4  | 11 | 34 | 32 | +2  |
| 5.   | Sydney FC          | 38 | 27 | 10 | 8  | 9  | 37 | 42 | -5  |
| 6.   | Melbourne Heart    | 37 | 27 | 9  | 10 | 8  | 35 | 34 | +1  |
| 7.   | Newcastle Jets     | 35 | 27 | 10 | 5  | 12 | 38 | 41 | -3  |
| 8.   | Melbourne Victory  | 29 | 27 | 6  | 11 | 10 | 35 | 43 | -8  |
| 9.   | Adelaide Utd       | 25 | 27 | 5  | 10 | 12 | 26 | 44 | -18 |
| 10.  | Gold Coast Utd     | 21 | 27 | 4  | 9  | 14 | 30 | 42 | -12 |

Legenda:

      Ammessa alla AFC Champions League 2013
      Ammessa alla AFC Champions League 2013
      Ammesse alle Finals Series

Note:

Tre punti a vittoria, uno a pareggio, zero a sconfitta.

## Finals Series
Le Finals Series si disputano secondo il seguente criterio: la 1ª e la 2ª classificata si sfidano in una gara andata e ritorno e la vincente vola in finale (Grand Final). Inoltre si disputano gli spareggi, solo andata, dalla 3ª alla 6ª classificata con i seguenti accoppiamenti: 3ª-6ª e 4ª-5ª. Le due vincenti si incontrano nel secondo turno di semifinali. La vincente di questa gara sfida la perdente della semifinale tra la 1ª e la 2ª classificata nella finale preliminare. La Grand Final si disputa fra la vincente della semifinale 1ª-2ª e la vincente della finale preliminare.

### Semifinali 1
| 30 marzo 2012, ore 20:00 UTC+13                                                            | Wellington Phoenix | 3 – 2             | Sydney FC |  |
| \| \| \| \| \| Brown 47’ Sigmund 80’ Ifill 86’ (rig.) \| Marcatori \| 81’, 84’ Chianese \| |                    |                   |           |  |
|                                                                                            |                    |                   |           |  |
| Brown 47’ Sigmund 80’ Ifill 86’ (rig.)                                                     | Marcatori          | 81’, 84’ Chianese |           |  |

| 31 marzo 2012, ore 16:30 UTC+10                            | Brisbane Roar | 2 – 0 | C.C. Mariners |  |
| \| \| \| \| \| Henrique 9’ Paartalu 86’ \| Marcatori \| \| |               |       |               |  |
|                                                            |               |       |               |  |
| Henrique 9’ Paartalu 86’                                   | Marcatori     |       |               |  |

| 1º aprile 2012, ore 17:00 UTC+8                          | Perth Glory | 3 – 0 | Melbourne Heart |  |
| \| \| \| \| \| Smeltz 65’, 72’, 90+2’ \| Marcatori \| \| |             |       |                 |  |
|                                                          |             |       |                 |  |
| Smeltz 65’, 72’, 90+2’                                   | Marcatori   |       |                 |  |

### Semifinali 2
| 7 aprile 2012, ore 17:30 UTC+8                                                                       | Perth Glory | 3 – 2 (d.t.s.)           | Wellington Phoenix |  |
| \| \| \| \| \| van den Brink 12’ Mehmet 71’ Howarth 111’ \| Marcatori \| 46’ Greenacre 54’ Muscat \| |             |                          |                    |  |
| |             |                          |                    |  |
| van den Brink 12’ Mehmet 71’ Howarth 111’                                                            | Marcatori   | 46’ Greenacre 54’ Muscat |                    |  |

| 8 aprile 2012, ore 17:00 UTC+10                                                                 | C.C. Mariners | 2 – 3                              | Brisbane Roar |  |
| \| \| \| \| \| Zwaanswijk 29’ Kwasnik 32’ \| Marcatori \| 2’ Broich 26’ Nichols 68’ Henrique \| |               |                                    |               |  |
|                                                                                                 |               |                                    |               |  |
| Zwaanswijk 29’ Kwasnik 32’                                                                      | Marcatori     | 2’ Broich 26’ Nichols 68’ Henrique |               |  |

### Finale preliminare
| 14 aprile 2012, ore 16:00 UTC+10 | C.C. Mariners        | 1 – 1 (d.t.s.)                       | Perth Glory |  |
| \| \| \| \| \| Kwasnik 34’ \| Marcatori \| 37’ Smeltz \| \| McBreen Wilkinson Ryan McGlinchey \| Tiri di rigore 3 – 5 \| Smeltz Mehmet Miller Heffernan Burns \| |                      |                                      |             |  |
| |                      |                                      |             |  |
| Kwasnik 34’ | Marcatori            | 37’ Smeltz                           |             |  |
| McBreen Wilkinson Ryan McGlinchey | Tiri di rigore 3 – 5 | Smeltz Mehmet Miller Heffernan Burns |             |  |

### Grand Final
| 22 aprile 2012, ore 16:00 UTC+10                                               | Brisbane Roar | 2 – 1              | Perth Glory |  |
| \| \| \| \| \| Berisha 84’, 90+7’ (rig.) \| Marcatori \| 53’ (aut.) Franjic \| |               |                    |             |  |
|                                                                                |               |                    |             |  |
| Berisha 84’, 90+7’ (rig.)                                                      | Marcatori     | 53’ (aut.) Franjic |             |  |

## Verdetti
- Brisbane Roar Campione d'Australia 2011-2012 e qualificato alla fase a gironi della AFC Champions League 2013.
- Central Coast Mariners qualificato alla fase a gironi della AFC Champions League 2013, Perth Glory qualificato al turno preliminare.

## Statistiche e record

### Classifica marcatori
Aggiornata al 25 marzo 2012
| Gol |  |  | Giocatore          | Squadra            |
| --- |  |  | ------------------ | ------------------ |
| 19  |  |  | Besart Berisha     | Brisbane Roar      |
| 13  |  |  | Shane Smeltz       | Perth Glory        |
| 10  |  |  | Carlos Hernández   | Melbourne Victory  |
| 9   |  |  | Jeremy Brockie     | Newcastle Jets     |
| 9   |  |  | Ryan Griffiths     | Newcastle Jets     |
| 9   |  |  | Mitch Nichols      | Brisbane Roar      |
| 9   |  |  | Eli Babalj         | Melbourne Heart    |
| 8   |  |  | Harry Kewell       | Melbourne Victory  |
| 8   |  |  | Bruno Cazarine     | Sydney FC          |
| 8   |  |  | Sergio van Dijk    | Adelaide Utd       |
| 7   |  |  | Matt Simon         | C.C. Mariners      |
| 7   |  |  | Archie Thompson    | Melbourne Victory  |
| 7   |  |  | Paul Ifill         | Wellington Phoenix |
| 7   |  |  | Mate Dugandžić     | Melbourne Heart    |
| 6   |  |  | Patrick Zwaanswijk | C.C. Mariners      |
| 6   |  |  | Henrique           | Brisbane Roar      |